# Ralf Breslau
Ralf Breslau (* 6. Juli 1957 in Potsdam-Babelsberg) ist ein deutscher Germanist.

## Leben
Breslau studierte Germanistik, Geschichte, Erziehungswissenschaft und Philosophie. 1987 promovierte er über mittelalterliche deutsche Lyrik. Seit 1990 arbeitet er in der Handschriftenabteilung der Staatsbibliothek zu Berlin Preußischer Kulturbesitz. Ihm obliegt die wissenschaftliche Erschließung von Nachlässen und Autografen. Schwerpunktmäßig befasst er sich mit der Erforschung und Erschließung des schriftlichen Nachlasses der Brüder Grimm. Er hat im Jahre 1997 den zweibändigen Katalog des Nachlasses der Brüder Grimm veröffentlicht. In Kooperation mit dem „Brüder Grimm-Museum“ in Kassel und der Bibliothek der Humboldt-Universität zu Berlin betreute er 1997 die Ausstellung „Die Brüder Grimm und ihre internationale Ausstrahlung“. Breslau hat den Rang Bibliotheksoberrat. Im Jahre 2007 kuratierte er die Ausstellung „Die Brüder Grimm. Märchen – Wissenschaft – Politik“. An der Konzeption des Bibliotheksmuseums „Kulturwerk“ war er maßgeblich beteiligt.

## Werke
- Die Tagelieder des späten Mittelalters. 1987
- Das „Zentralblatt für Bibliothekswesen“ in der Weimarer Republik. 1990
- Die Neukatalogisierung des Grimm-Nachlasses der Staatsbibliothek zu Berlin – Preußischer Kulturbesitz. In: Jahrbuch der Brüder Grimm-Gesellschaft. 1992
- Verlagert, verschollen, vernichtet ...das Schicksal der im 2. Weltkrieg ausgelagerten Bestände der Preußischen Staatsbibliothek. 1995
- Berichte zur Geschichte der Deutschen Staatsbibliothek in Berlin. 1996
- Die Staatsbibliothek in Marburg – Provisorium und Politikum?. In: Jahrbuch Preußischer Kulturbesitz. 1996
- Der Nachlaß der Brüder Grimm. 1997
- Der Nachlaß der Brüder Grimm in der Staatsbibliothek zu Berlin : seine Geschichte u. Erschließung. In: Mitteilungen der Staatsbibliothek zu Berlin. 1998
- Schätze wieder vereint die Zusammenführung der historischen Sonderabteilungen der Staatsbibliothek zu Berlin. In: Beiträge aus der Staatsbibliothek zu Berlin. 1999
- 20 Jahre Scharounbau Staatsbibliothek zu Berlin, Preußischer Kulturbesitz. 1999
- Staatsbibliothek zu Berlin. Verlagsarchiv Walter de Gruyter als Dauerleihgabe übergeben. In: Bibliotheksdienst, 33. Jg., H. 11, S. 1970–1971
- „Ich möchte schreiben und schreiben“. Margret Boveri – eine deutsche Journalistin; Ausstellungskatalog. 2000
- Ein Fund und eine Neuerwerbung zum Grimm-Nachlass der Staatsbibliothek zu Berlin. In: Jahrbuch der Brüder-Grimm-Gesellschaft. 2001
- Der handschriftliche Nachlaß Jean Pauls und die Jean-Paul-Bestände der Staatsbibliothek zu Berlin Preußischer Kulturbesitz. 2002
- Ein „Leben gegen jeden Strom“. Rudolf Schottlaender und sein Nachlass in der Staatsbibliothek. 2006
- Die Brüder Grimm im Berliner Rathaus. 2008
- Der Literatur(ver)führer Bd. 3: Jacob und Wilhelm Grimm, vorgestellt von Ralf Breslau. Audio-CD, 2010, ISBN 978-3-936196-17-7